# 大田区立安方中学校
大田区立安方中学校（おおたくりつ やすかたちゅうがっこう）は東京都大田区東矢口にある区立中学校。生徒や卒業生などは「安中」という略称を使うことがある。

## 沿革
- 1961年（昭和36年）1月1日、設立認可を受け、東京都大田区安方町67番地に設立
- 1月7日、第一期校舎完成（普通教室11、特別教室3）
- 1月9日、校章制定、入校式挙行（矢口中学校より2年生112名、1年生191名）（御園中学校より1年生152名）
- 2月28日、第二期鉄筋校舎完成（普通教室6）
- 4月7日、校歌制定（作詞・高橋掬太郎、作曲・江口夜詩）
- 4月27日、落成式並びに開校式挙行（開校記念日）
- 1962年（昭和37年）7月18日、体育館落成式を挙行
- 11月17日、第三期校舎完成（普通教室5、特別教室2）
- 1966年（昭和41年）7月18日、プール完成
- 1983年（昭和58年）3月15日、体育館特別教室増改築工事が完了
- 1985年（昭和60年）10月31日、校地整地が完了
- 1987年（昭和62年）1月20日、屋上改修工事が完了
- 1990年（平成2年）1月18日、パソコン教室完成、コンピュータ41台設置
- 1992年（平成4年）4月1日、校舎外壁・正門工事が完了
- 1996年（平成8年）3月31日、プール改修工事が完了
- 1999年（平成11年）10月31日、耐震補強工事が完了

## 特色

### いじめゼロゼロ運動
いじめゼロゼロ運動とは、「いじめ撲滅宣言」に基づく運動のことを言う。
この宣言文には、「いじめ・暴力・嫌がらせをなくし、楽しい学校生活を」と題し、すべての生徒に対して「楽しく学校生活を送る権利」を規定し、「いじめ・暴力・嫌がらせ」をなくす努力すると宣言している。生徒が「いじめ・暴力・嫌がらせ」などの人を傷つける行為を禁止し、抵抗は認めるものの、仕返しや復讐は認めないなど、いじめやそれに対する復讐を認めない旨が明文規定されている。
また、それらの行為を傍観せずに注意する旨も記されているため、「いじめ・暴力・嫌がらせ」をさせない環境をつくる重要な役割を担っている。

## 委員会活動・部活動など

### 生徒会組織
- 生徒会　（全校生徒で組織）
- 生徒総会　（生徒会最高議決機関）
- 総務会　（生徒会執行部に相当）
- 中央委員会　（総務会・各学年委員会・専門委員会委員長で構成）
- 専門委員会
- 臨時委員会

#### 学年委員会
- 1学年委員会
- 2学年委員会
- 3学年委員会

#### 専門委員会
- 生活委員会　（風紀委員会に相当）
- 整美委員会　（環境・美化委員会に相当）
- 図書委員会
- 保健委員会
- 給食委員会
- 放送委員会
- 体育委員会

#### 臨時委員会
- あさぐも委員会　（生徒会誌『あさぐも』の編集・発行）
- 選挙管理委員会　（生徒会長選挙などの管理・運営）
- フェスティバル実行委員会　（毎年10月末に行われる『安方フェスティバル（文化祭）』の企画・運営）

### 部活動

#### 体育系
- 野球部
- サッカー部
- 女子バドミントン部
- 男子バスケットボール部
- 女子バスケットボール部
- 女子バレーボール部
- 剣道部
- 卓球部
- トレーニング部(平成30年度に廃部)

#### 学芸系
- 吹奏楽部
- 美術部
- パソコン部
- 軽音楽部(平成28年度に廃部)
- 英語部
- 歴史研究部(廃部)
- 生活奉仕部

## 出身者
- 古今亭今いち（落語家）
- 森田健作（俳優、政治家・千葉県知事）
- 稲田奈緒（女優）

## 付近にある施設
- 東急多摩川線矢口渡駅
- 東急池上線池上駅
- 大田区立矢口小学校
- 大田区立矢口東小学校
- 大田区立道塚小学校
- 日体荏原高等学校
- 大田区立徳持小学校